# Murtali járás
A Murtali járás Ausztriában, Stájerország tartományban található. Murtali járás Graz-környéki, Muraui, Liezeni, Leobeni, Sankt Veit an der Glan-i, Wolfsbergi és Voitsbergi járásokkal határos. Lakosainak száma 72 004 fő (2019. január 1.).

## A járáshoz tartozó települések
- Fohnsdorf
- Gaal
- Großlobming
- Hohentauern
- Judenburg
- Knittelfeld
- Kobenz
- Obdach
- Pusterwald
- Sankt Georgen ob Judenburg
- Sankt Margarethen bei Knittelfeld
- Sankt Peter ob Judenburg
- Seckau
- Spielberg
- Unzmarkt-Frauenburg
- Weißkirchen in Steiermark
- Zeltweg
- Pöls-Oberkurzheim
- Pölstal
- Sankt Marein-Feistritz